# Aproximantní souhláska
Aproximantní souhláska či Aproximanta je v artikulační fonetice typ souhlásky, u které zvuk při řeči vzniká přiblížením dvou orgánů artikulačního ústrojí (artikulátorů), které je menší než u frikativ, ale těsnější než u samohlásek. Aproximanty jsou velmi podobné samohláskám, jen jazyk se v cílové pozici artikulace drží velmi krátkou dobu (při prodloužení výslovnosti by vznikla samohláska). Většina zvuku aproximantů je tónového charakteru, podobně jako u samohlásek.
V češtině je aproximanta j, v angličtině např. w (ve slovech where, how), tutéž výslovnost má obecně polské ł (jevištní zde má tvrdé L jako v ruštině).
V některých jazycích se za aproximanty mohou považovat i různé typy L - (laterální aproximanty).